# Classificació de la Copa del Món de futbol 2010-CAF Primera Ronda
Resultats de la Primera Ronda de classificació de la Classificació de la Copa del Món de futbol 2010 i la Copa d'Àfrica de Nacions 2010.

## Format
Originalment es requerien cinc eliminatòries, que implicaven els deu països africans amb la classificació més baixa (segons el Rànquing FIFA al juliol de 2007). Pel que sembla, el sorteig es va fer un dia abans que la CAF anunciés el format. Els emparellaments van ser:
- Madagascar v  Comores
- Somàlia v  Swaziland
- São Tomé i Príncipe v  República Centreafricana
- Sierra Leone v  Guinea Bissau
- Seychelles v  Djibouti

São Tomé i Príncipe i la República Centreafricana es va retirar a principis de setembre. Com a resultat, Swazilàndia i Seychelles (els classificats més alts de les deu nacions) ja no foren obligats a jugar en aquesta ronda, i els equips contra els quals s'havien d'enfrontar originalment, Somàlia i Djibouti, van ser emparellats per jugar entre ells. L'eliminatòria entre Djibouti i Somàlia es va jugar a partit únic a Djibouti, ja que Somàlia no es va considerar apta per als partits de la FIFA; els altres dos emparellaments es van jugar a dos partits.
Els campions es classificaren per la Segona Ronda.

## Partits
| Madagascar                                                                  | 6–2    | Comores                      |
| --------------------------------------------------------------------------- | ------ | ---------------------------- |
| Andriantsima 30', 40', 49' (pen.), 57' · Rakotomandimby 65' · Tsaralaza 79' | Report | Midtadi 6' · Ibor 53' (pen.) |

| Comores | 0–4    | Madagascar                                                |
| ------- | ------ | --------------------------------------------------------- |
|         | Report | Nomenjanaharay 38', 52' · Rakotomandimby 62' · Robson 74' |

Madagascar guanyà 10–2 en l'agregat i es classificà per la Segona Ronda.
| Djibouti      | 1–0    | Somàlia |
| ------------- | ------ | ------- |
| H. Yassin 84' | Report |         |

Djibouti es classificà per la Segona Ronda. L'eliminatòria entre Djibouti i Somàlia es va jugar a partit únic a Djibouti, ja que Somàlia no es va considerar apta per als partits de la FIFA
| Sierra Leone | 1–0    | Guinea Bissau |
| ------------ | ------ | ------------- |
| Conteh 15'   | Report |               |

| Guinea Bissau | 0–0    | Sierra Leone |
| ------------- | ------ | ------------ |
|               | Report |              |

Sierra Leone guanyà 1–0 en l'agregat i es classificà per la Segona Ronda.